# Ambassade du Maroc aux États-Unis
L'ambassade du Maroc en États-Unis est la représentation diplomatique du royaume du Maroc auprès des États-Unis. Elle est située à Washington D.C, la capitale du pays.
Son ambassadeur est, depuis le 19 octobre 2023, Youssef Amrani.

## Ambassade
L'ambassade est située au 3508 International Drive Nortwest, Washington, DC 20008.
Situé dans le quartier résidentiel de Forest Hills, l’établissement s’étale sur près d’un demi hectare comprenant des bureaux, des quartiers d’ambassadeurs, une salle polyvalente, des espaces publics et un parking souterrain.
Haute de quatre étages, la structure en béton coulé sur place fait la part belle à l’architecture marocaine, notamment sa façade en pierre ornée, son entrée et son allée en arcades voûtées. Le toit se compose de tuiles vernissées, élément typique du patrimoine architectural marocain, un art ancestral communément appelé « quermoud ».
Les espaces intérieurs présentent également un certain nombre de finitions haut de gamme avec des matériaux importés du Maroc, y compris des menuiseries et des ornements personnalisés.

## Ancien siège de l'ambassade
L'ancien siège de l'ambassade se situait au 1601 21st St NW, Washington, DC 20009.

## Consulats
- New York: consulat général[2]

## Liste des ambassadeurs
|    | Ambassadeur               | Image | Date de la nomination | Date de fin de mission | Monarques du Maroc   | Présidents des États-Unis                    |
| -- | ------------------------- | ----- | --------------------- | ---------------------- | -------------------- | -------------------------------------------- |
| 1  | Mehdi Benaboud,           |       | 29 aout 1956          | 31 décembre 1961       | Mohammed V/Hassan II | Dwight D. Eisenhower/John Fitzgerald Kennedy |
| 2  | Ali Benjelloun            |       | 30 janvier 1962       | 1er septembre 1965     | Hassan II            | John Fitzgerald Kennedy/Lyndon B. Johnson    |
| 3  | Ahmed Laraki              |       | 1er septembre 1965    | 20 avril 1967          | Hassan II            | Lyndon B. Johnson                            |
| 4  | Ahmed Osman               |       | 20 avril 1967         | 2 juillet 1971         | Hassan II            | Lyndon B. Johnson/Richard Nixon              |
| 5  | Abdessadek El glaoui      |       | 2 juillet 1971        | 27 septembre 1971      | Hassan II            | Richard Nixon                                |
| 6  | Badreddine Senoussi       |       | 27 septembre 1971     | 3 décembre 1974        | Hassan II            | Richard Nixon/Gerald Ford                    |
| 7  | Abdelhadi Boutaleb,       |       | 3 décembre 1974       | 17 mai 1977            | Hassan II            | Gerald Ford/Jimmy Carter                     |
| 8  | Ali Benjelloun            |       | 17 mai 1977           | 25 juillet 1984        | Hassan II            | Jimmy Carter/Ronald Reagan                   |
| 9  | Maati Jorio,              |       | 25 juillet 1984       | 13 octobre 1986        | Hassan II            | Ronald Reagan                                |
| 10 | M'hammed Barghach         |       | 13 octobre 1986       | 1er mai 1989           | Hassan II            | Ronald Reagan                                |
| 11 | Ali Benjelloun            |       | 1er mai 1989          | 18 septembre 1990      | Hassan II            | Ronald Reagan/George Bush                    |
| 12 | Mohammed Belkhyat Zougari |       | 18 septembre 1990     | 3 mai 1993             | Hassan II            | George Bush/Bill Clinton                     |
| 13 | Mohamed Benaïssa          |       | 3 mai 1993            | 8 mars 1999            | Hassan II            | Bill Clinton                                 |
| 14 | Abdellah El Maaroufi      |       | 19 avril 2000         | 9 avril 2002           | Mohammed VI          | Bill Clinton/George W. Bush                  |
| 15 | Aziz Mekouar              |       | 19 juin 2002          | 16 septembre 2011      | Mohammed VI          | George W. Bush/Barack Obama                  |
| 16 | Mohammed Rachad Bouhlal   |       | 6 décembre 2011       | 15 septembre 2016      | Mohammed VI          | Barack Obama                                 |
| 17 | Joumala Alaoui,           |       | 15 septembre 2016     | 19 octobre 2023        | Mohammed VI          | Barack Obama/Donald Trump/Joe Biden          |
| 18 | Youssef Amrani            |       | 19 octobre 2023       | aujourd’hui            | Mohammed VI          | Joe Biden/Donald Trump                       |

## Marocains résidents aux États-Unis
Selon le Haut-Commissariat au plan le nombre de Marocains résidant aux États-Unis en 2005 s'élevait à 125.000 personnes.
En 2018, le Ministère délégué chargé des marocains résidant à l’étranger comptait 250.241 personnes le nombre de Marocains résidant aux États-Unis.

## Galerie

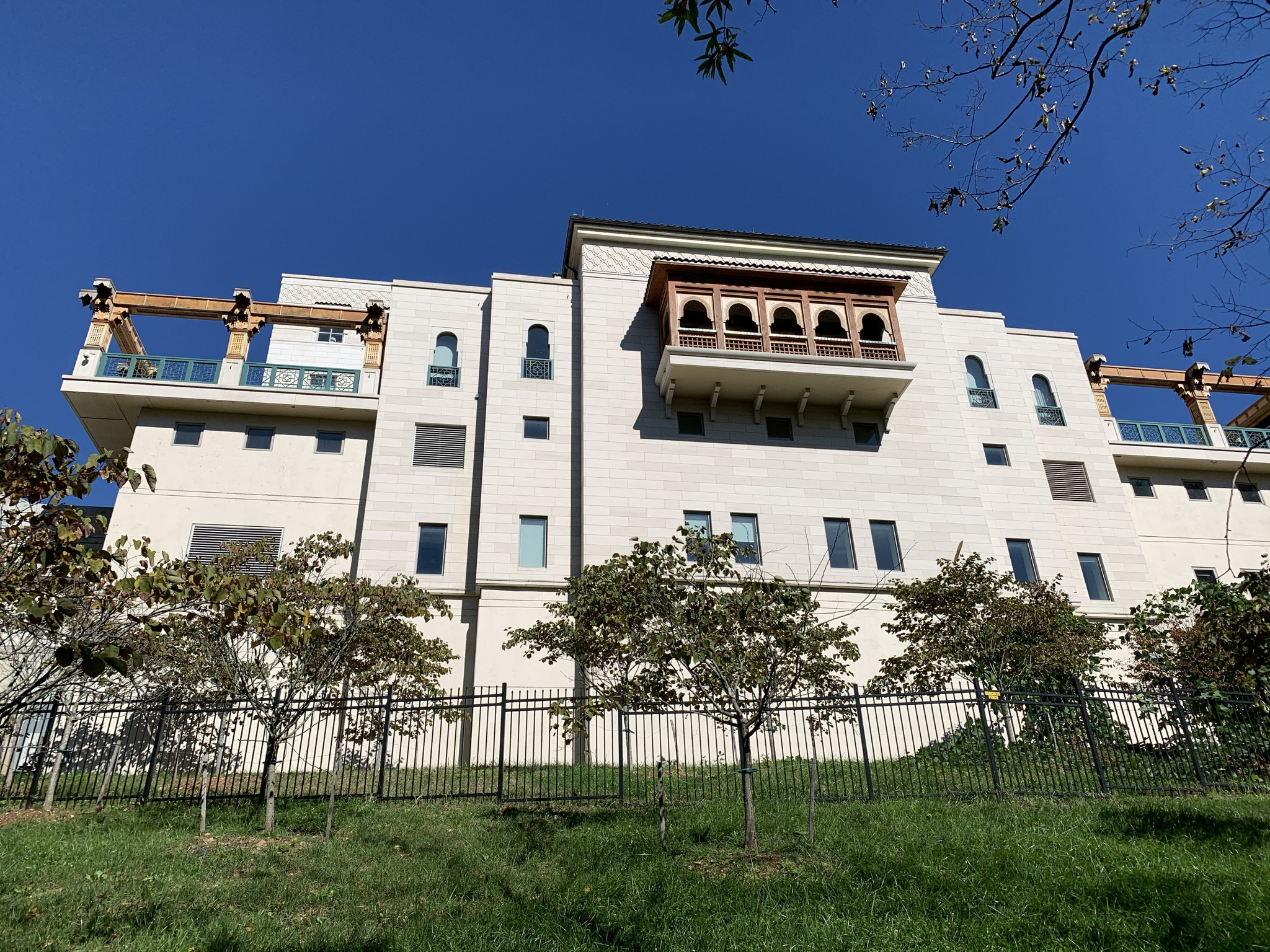
nouveau siège de l'ambassade
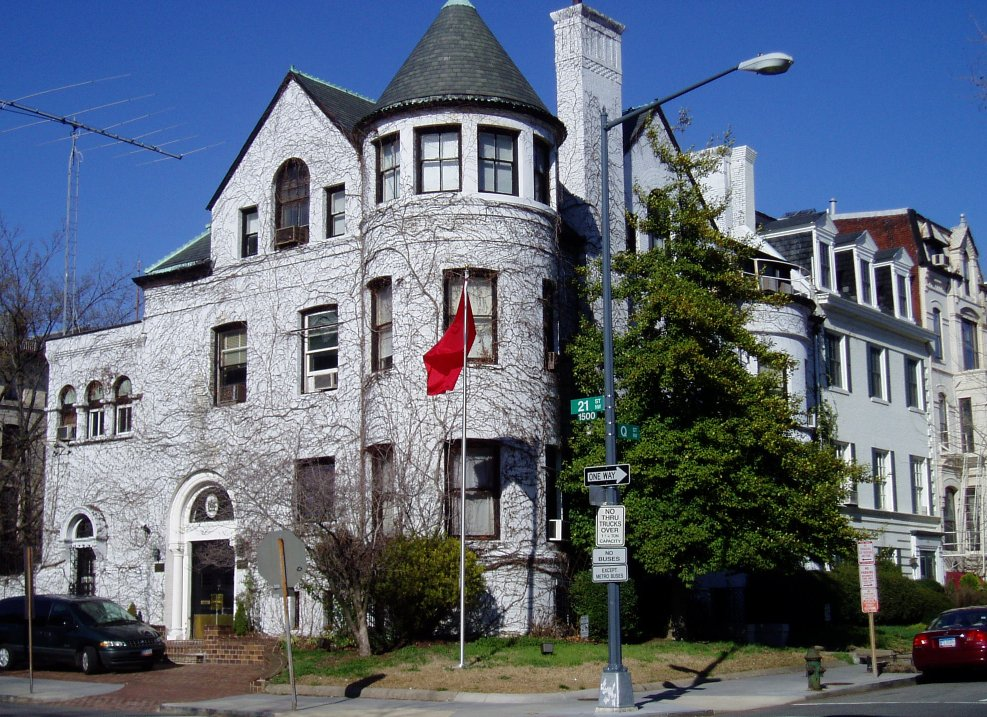
ancien siège de l'ambassade
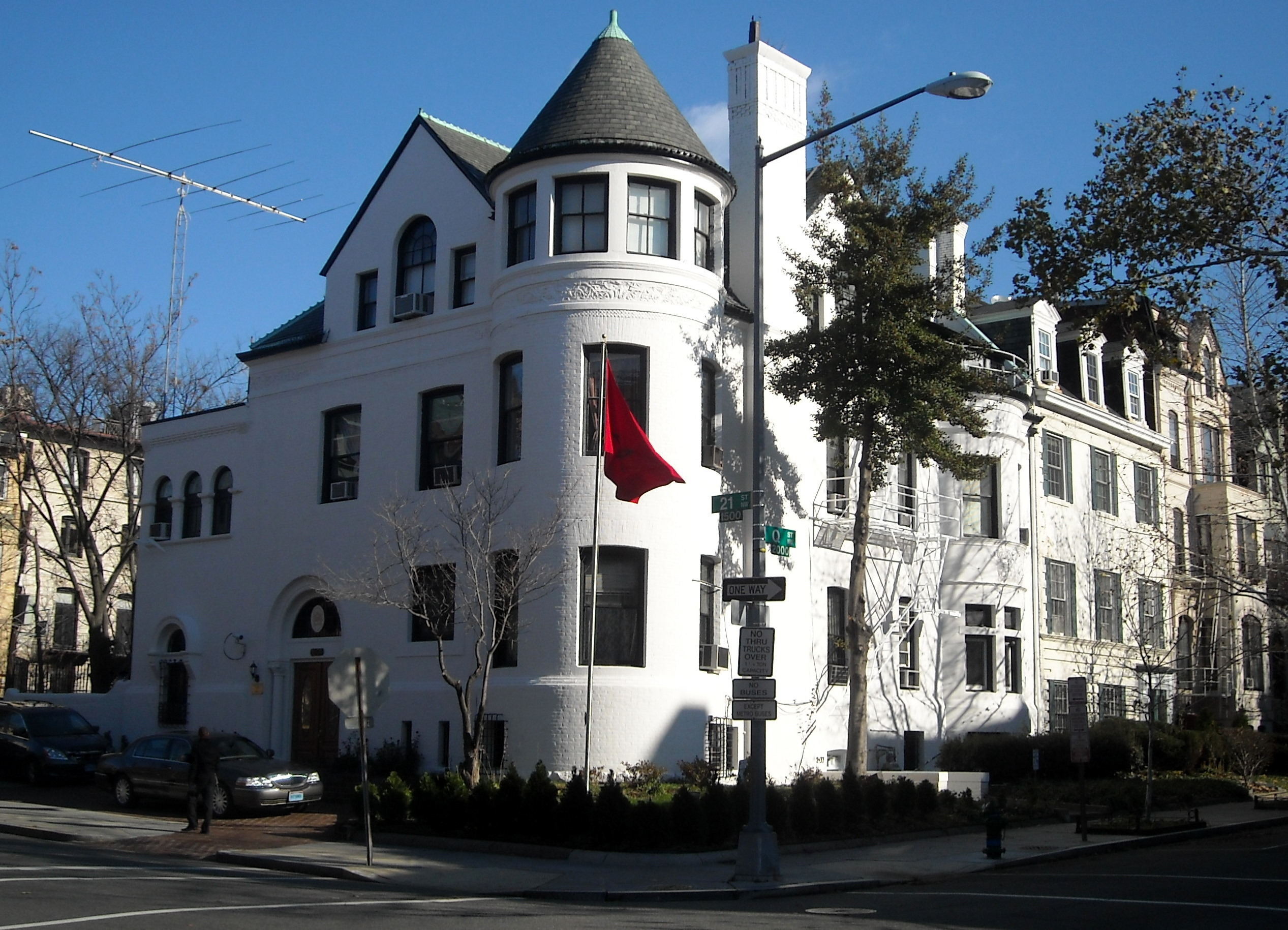
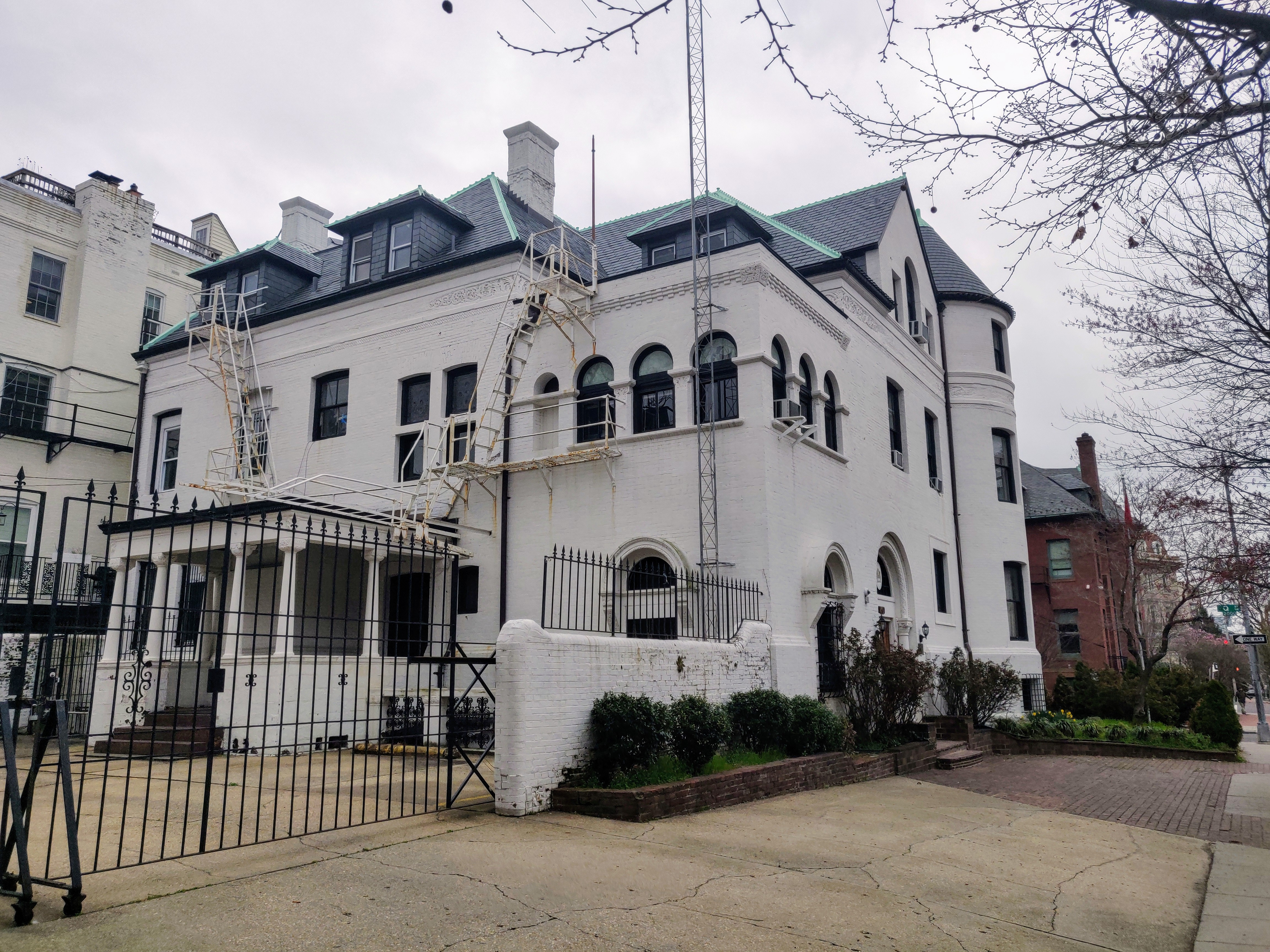
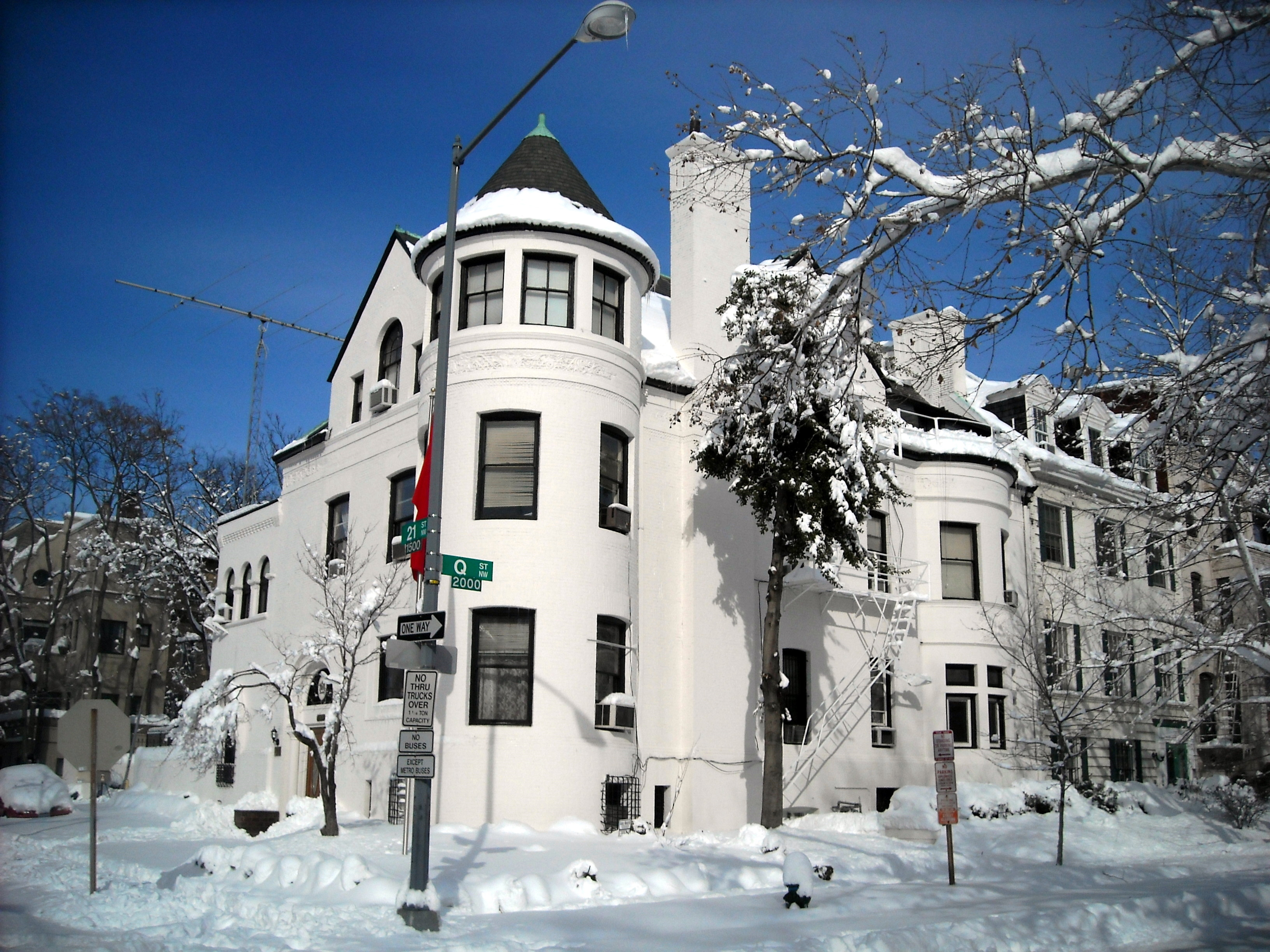
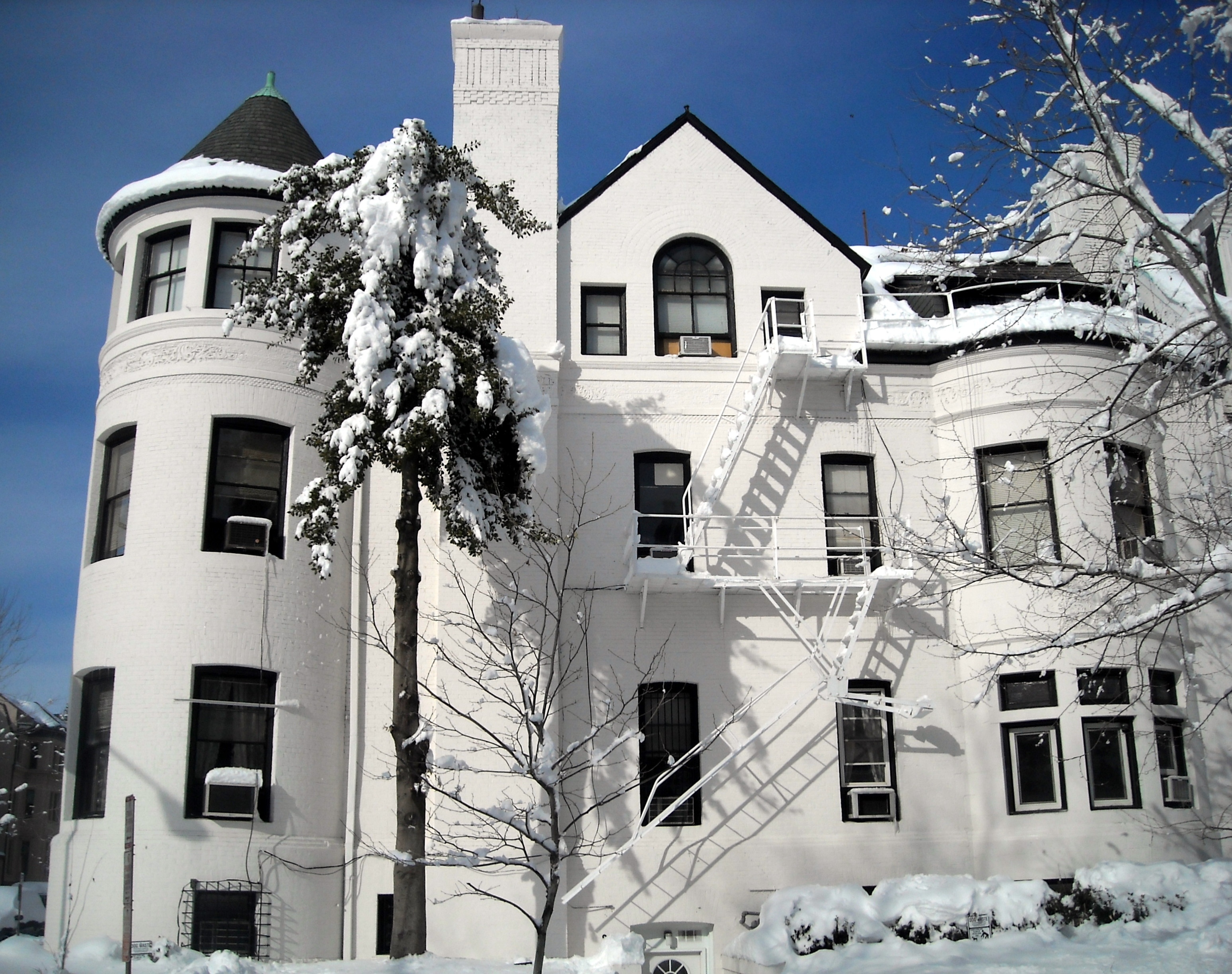
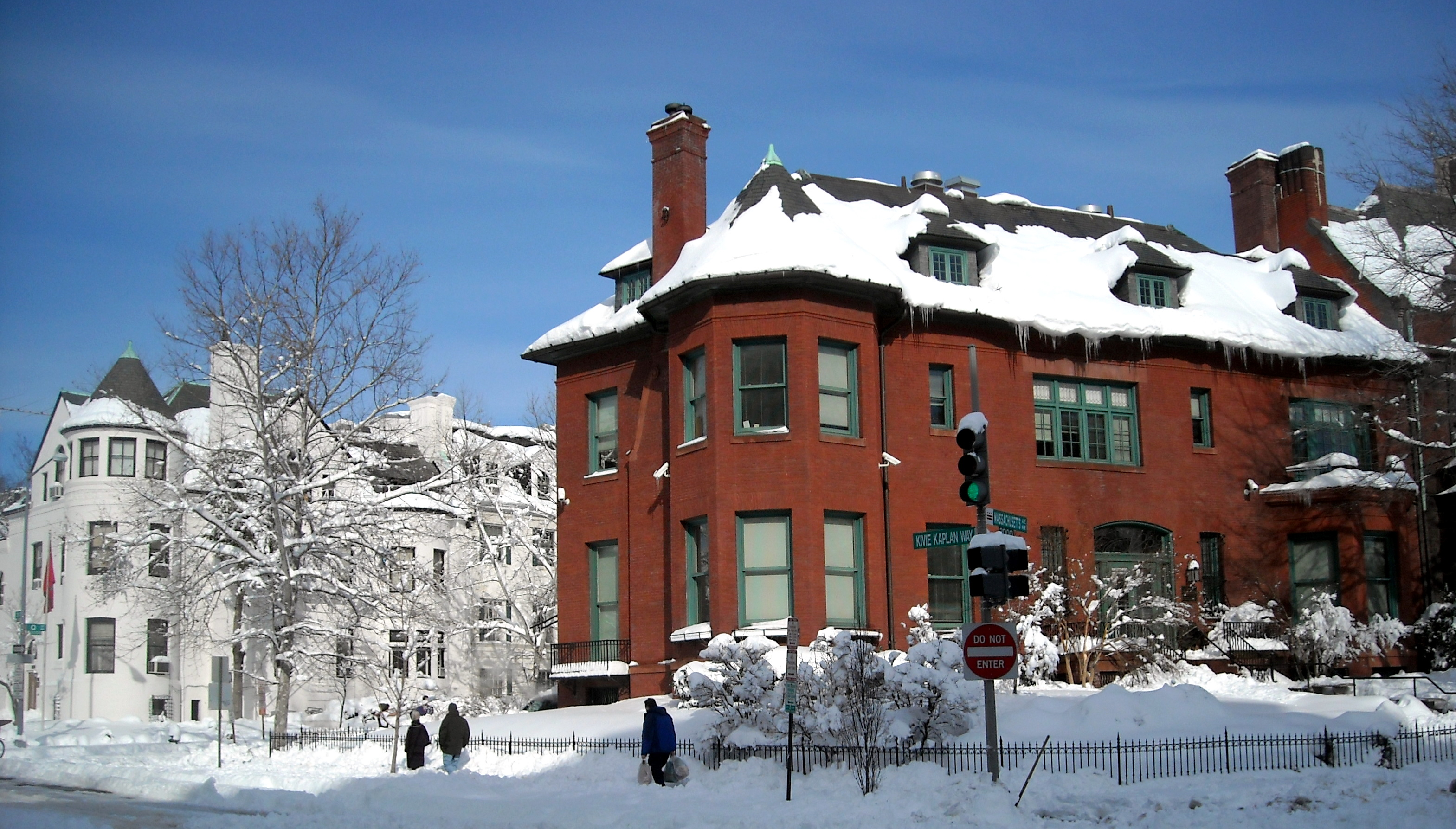
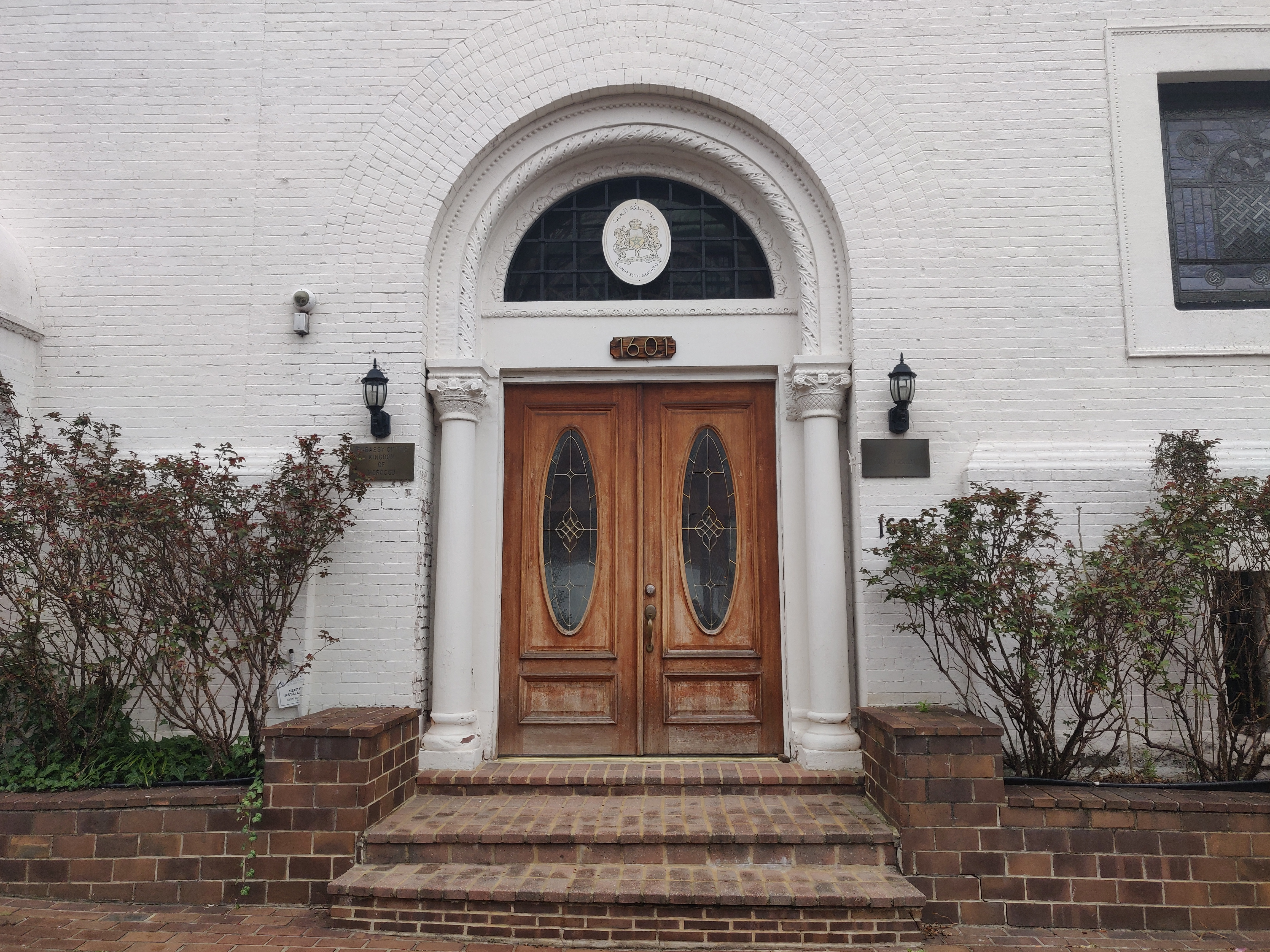
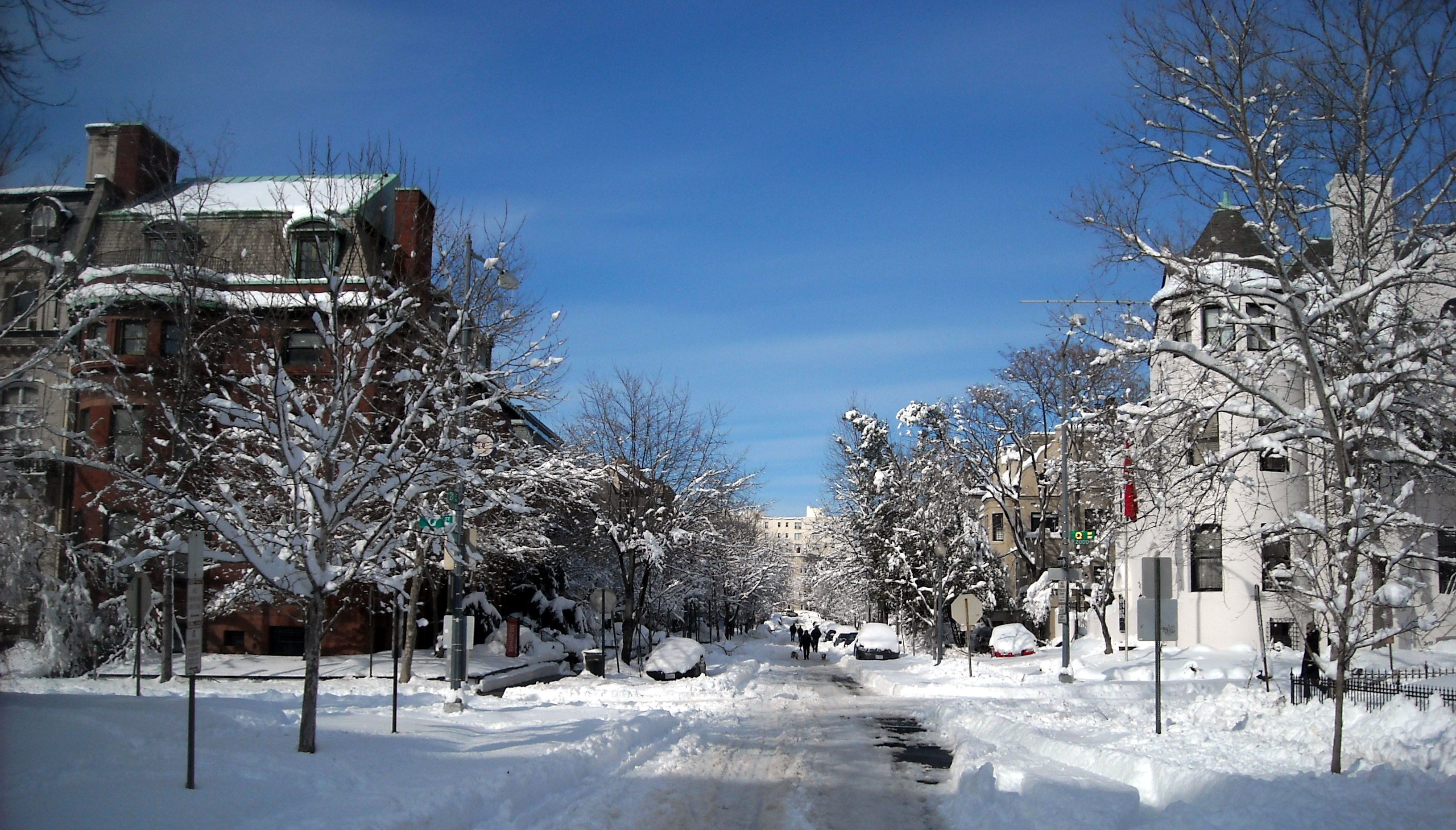